# Aeroportul Regional Clarence Valley
Aeroportul Regional Clarence Valley (IATA: GFN, ICAO: YGFN) este un aeroport din Grafton⁠(d), Clarence Valley Council⁠(d), Noul Wales de Sud, Australia ce deservește zona Grafton⁠(d). Aeroportul a fost tranzitat în 2019 de 19.212 pasageri.
Situat la o altitudine de 30 m, aeroportul dispune de o singură pistă. Este operat de Clarence Valley Council⁠(d).